# Klang, Malaysia
Huyện Klang là một huyện thuộc bang Selangor của Malaysia. Huyện Klang có dân số thời điểm năm 2010 ước tính khoảng 848149 người.